# Breda Ba.46
Il Breda Ba.46 era un bombardiere medio trimotore ad ala bassa realizzato dall'azienda italiana Società Italiana Ernesto Breda all'inizio degli anni trenta del XX secolo e rimasto allo stadio di prototipo.
Derivato direttamente dal precedente Ba.32 destinato al mercato civile, venne proposto alla Regia Aeronautica non ottenendo però alcuna commissione per cui il progetto venne interrotto dopo la costruzione del primo ed unico esemplare.

## Storia del progetto
All'inizio degli anni trenta la Breda decise di affacciarsi sul mercato del trasporto civile intraprendendo la progettazione del nuovo Ba.32. Il prototipo, immatricolato I-SEBM, venne portato in volo per la prima volta nel 1931 con buoni risultati, tuttavia l'azienda italiana non fu in grado di ricevere alcun ordine di produzione ed il programma venne interrotto.
Il progetto allora venne rivisitato in chiave militare, riprogettando la fusoliera, modificando l'ala e destinandolo al ruolo di bombardiere medio.

## Descrizione tecnica

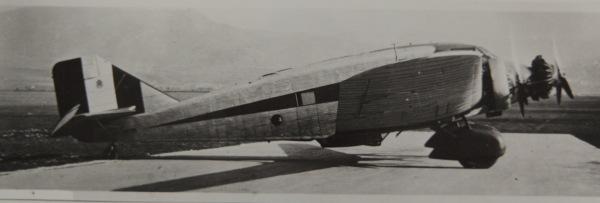
Il prototipo del bombardiere trimotore Breda Ba.46.

Il Ba.46 era un velivolo dall'impostazione classica, trimotore da ala bassa con carrello fisso.
La fusoliera, a sezione rettangolare, incorporava la cabina di pilotaggio chiusa, posizionata a scalino immediatamente dopo il motore anteriore e caratterizzata da una finestratura piatta. La cabina ospitava il pilota ed il co-pilota/marconista, seduti in sedili affiancati, mentre posteriormente erano presenti le tre postazioni difensive destinate ai mitraglieri. Posteriormente terminava in un impennaggio classico monoderiva dotato di piani orizzontali controventati.
L'ala, montata bassa, disponeva di un alettone per ogni semiala.
Il carrello d'atterraggio era fisso, triciclo posteriore, con i due elementi principali posizionati sotto le ali, dotati di ammortizzatori oleo-elestici, collegati tramite una struttura tubolare alle gondole motore, e che racchiudevano le ruote in due carenature aerodinamiche. Posteriormente era integrato da un ruotino d'appoggio posizionato sotto la coda.
La propulsione era inizialmente affidata a tre motori Alfa Romeo AR.125 RC.35, un radiale 9 cilindri posti su un'unica stella raffreddato ad aria in grado di erogare una potenza pari a 650 CV (480 kW). I tre motori erano contenuti in altrettante gondole, protetti da cappottature NACA, e posizionati uno all'apice anteriore della fusoliera e i restanti sul bordo d'attacco delle semiali. Il velivolo saliva a 5 000 m in 18 minuti.
L'armamento si basava su cinque mitragliatrici Breda-SAFAT MC.7,7 calibro 7,7 mm, due posizionate anteriormente, due in una torretta dorsale e una in una postazione ventrale. La capacità di carico bellico era pari a 2.000 kg di bombe o 12 soldati completamente equipaggiati.

## Impiego operativo
Il prototipo così modificato, che assunse la designazione Ba.46, venne portato in volo per la prima volta nel 1934 rivelando, al pari del suo predecessore civile, buone caratteristiche di volo. Presentato alle autorità militari della Regia Aeronautica, non suscitò però lo sperato interesse non ottenendo alcuna commissione. Il progetto venne così definitivamente accantonato ed il prototipo fu demolito dopo qualche tempo.